# Діскаверер-26
Діскаверер-26 (англ. Discoverer 26 — відкривач), інші назви КейЕйч-2 6 (англ. KH-2 6), КейЕйч-2 9019 (англ. KH-2 9019), Корона 9019 (англ. CORONA 9019) — шостий американський розвідувальний супутник серії КейЕйч-2 (англ. KH-2, Key Hole — замкова шпарина), що запускались за програмою Корона.
Космічний апарат мав чорно-білу панорамну фотокамеру з низькою роздільною здатністю і спускну капсулу для повернення відзнятої плівки. Апарат мав виконувати наукові експерименти, перевірити методи проектування космічних апаратів, оцінити роботу Аджени-Бі, уповільнення, проходження крізь атмосферу і виловлювання капсули в повітрі під час спуску на парашуті.
У капсулі розміщувались зразки кремнію, заліза, бісмуту, ітрію, магнію, нікелю, свинцю, урану, що перебували в космічному просторі 50 годин 30 хвилин. Також у капсулі розташовувались інфрачервоні датчики, фотографічне обладнання й інші прилади, що планувалось використовувати в апаратах Мідас і Самос
Супутник мав прилади для вимірювання щільності і впливу іонів і мікроастероїдів під час польоту.

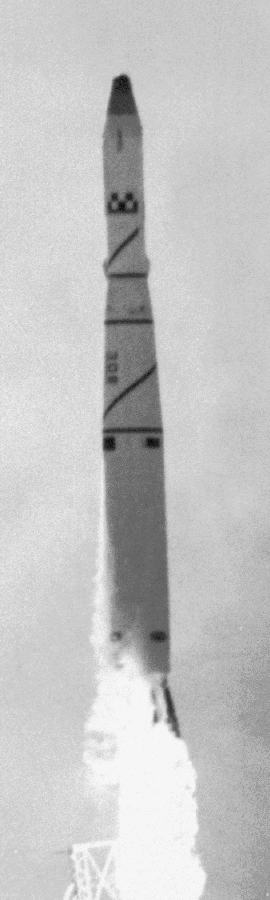
Запуск ракети-носія Тор-Аджена-Бі з Діскаверером-26

## Опис
Апарат у формі циліндра довжиною приблизно 6 м і діаметром 1,5 м було змонтовано у верхній частині ступеня Аджена-Бі. Апарат мав панорамну фотокамеру з низькою роздільною здатністю (9 м) і з фокусною відстанню 61 см, телеметричну систему, плівковий магнітофон, приймачі наземних команд, сканер горизонту. Зображення записувались на плівку шириною 70 мм. Живлення забезпечували нікель-кадмієві акумулятори. Орієнтація апарата здійснювалась газовими двигунами на азоті.
У верхній частині апарата розташовувалась капсула діаметром 84 см довжиною 69 см. Капсула мала відсік для відзнятої фотоплівки, відсік для експериментального обладнання, парашут, радіомаяк, твердопаливний гальмівний двигун. Капсулу мав упіймати спеціально обладнаний літак Сі-119 під час спуску на парашуті, у випадку невдачі капсула могла недовго плавати на поверхні океану, після чого тонула, щоб уникнути потрапляння секретного вмісту до ворожих рук.

## Політ
7 липня 1961 року о 23:29 UTC ракетою-носієм Тор-Аджена-Бі з бази Ванденберг було запущено Діскаверер-26.
9 липня 1961 року після 32 обертів через 2,1 доби після запуску відокремилась капсула та успішно була виловлена в повітрі літаком Сі-119 під час спуску на парашуті.
Діскаверер-26 зійшов з орбіти і згорів у атмосфері Землі 5 грудня 1961 року.